# Gordon Haigh
Gordon Haigh (18 tháng 8 năm 1921 – 22 tháng 8 năm 2011) là một cầu thủ bóng đá người Anh từng thi đấu ở vị trí tiền đạo tầm xa.
Sau khi thi đấu 18 trận cho Burnley trong bốn mùa giải sau Thế chiến thứ hai, ông là cầu thủ còn sống thọ thứ hai cho đến lúc mất ngày 22 tháng 8 năm 2011, bốn ngày sau sinh nhật lần thứ 90– chỉ đứng sau George Knight, lớn hơn 3 tháng và mất 10 ngày sau đó.

### Chung
- Gordon Haigh tại Post-War Player Database
- Gordon Haigh trên trang ClaretsMad của Burnley FC

### Cụ thể
1. ↑  "Gordon Haigh". Barry Hugman's Footballers.
2. ↑  "Haigh, Gordon". The Longside Reference. Bản gốc lưu trữ ngày 27 tháng 10 năm 2013. Truy cập ngày 27 tháng 10 năm 2013.